# Sphingulini
Sphingulini — триба лускокрилих комах родини бражникових (Sphingidae). Містить 26 видів у 9 родах.

## Поширення
Триба поширена в Азії, Австралії та Океанії, лише рід Monarda трапляється в Мексиці.

## Роди
- Synoecha Rothschild & Jordan, 1903
- Coenotes Rothschild & Jordan, 1903
- Hopliocnema Rothschild & Jordan, 1903
- Tetrachroa Rothschild & Jordan, 1903
- Pentateucha Swinhoe, 1908
- Kentrochrysalis Staudinger, 1887
- Dolbina Staudinger, 1877
- Sphingulus Staudinger, 1887
- Monarda Druce, 1896